# Wilhelm Gottlieb Schneider

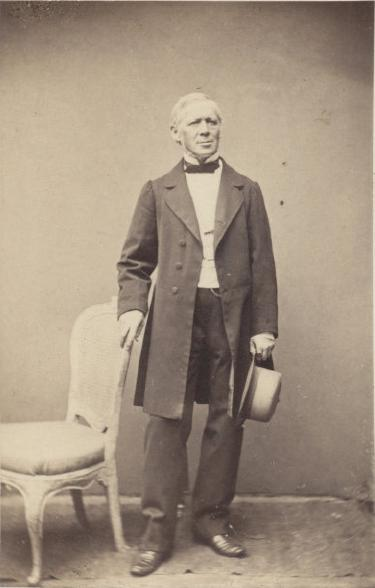
Wilhelm Gottlieb Schneider

Wilhelm Gottlieb Schneider (Wrocław, 8 mei 1814 - Wrocław, 9 januari 1889) was een Duits entomoloog, botanicus en mycoloog.
Schneider was de naamgever van de familie Chrysopidae of gaasvliegen. Daarnaast beschreef hij de schimmel Puccinia caulincola. Schneider publiceerde over gaasvliegen in zijn publicatie in 1851 Symbolae ad monographiam generis chrysopae, Leach. Sexaginta picturarum tabulis, in lapide acu delineatis, quarum quinquaginta quatuor coloribus impressae sunt, Brastilava : 178 p.